# Мирзоян, Аракел Оксенович
Аракел Оксенович Мирзоян (арм. Առաքել Միրզոյան; род. 21 октября 1989 года, Баграмян, Армянская ССР) — армянский тяжелоатлет, чемпион Европы (2009), серебряный призёр чемпионата мира (2009), участник Олимпийских игр (2012). Мастер спорта Армении международного класса. Сын известного советского тяжелоатлета, олимпийского чемпиона Оксена Мирзояна.

## Биография
Аракел Мирзоян родился 21 октября 1989 года в селе Баграмян Эчмиадзинского района Армянской ССР. Начал заниматься тяжёлой атлетикой в возрасте 5 лет под руководством своего отца Оксена Мирзояна. В 2007—2009 годах участвовал в международных соревнованиях среди юношей и юниоров. В 2008 году становился чемпионом Европы среди юниоров, серебряным призёром чемпионата мира в этой же возрастной категории. С 2009 года входит в состав национальной сборной Армении. На дебютном для себя чемпионате Европы в Бухаресте смог завоевать золотую медаль, а на чемпионате мира в Кояне стал серебряным призёром, уступив только олимпийскому чемпиону  из Китая Ляо Хуэю. 
В 2010 году Аракел Мирзоян получил тяжёлую травму, которая потребовала длительного восстановления. Так как ему было всё сложнее укладываться в рамки лёгкой весовой категории, на чемпионате мира в Париже (2011) выступил в среднем весе, но занял лишь 10-е место. При подготовке к Олимпийским играм в Лондоне решил вернуться в лёгкую весовую категорию, но показал только 5-й результат в рывке и не смог выполнить ни одной успешной попытки в толчке. 

## Результаты
| Год  | Соревнование                    | Место проведения | Весовая категория | Рывок  | Толчок | Сумма двоеборья | Место |
| 2007 | Молодёжный чемпионат Европы     | Ландскруна       | до 69 кг          | 115 кг | 142 кг | 257 кг          | 2     |
| 2008 | Молодёжный чемпионат Европы     | Дуррес           | до 69 кг          | 140 кг | 170 кг | 310 кг          | 1     |
| 2008 | Молодёжный чемпионат мира       | Кали             | до 69 кг          | 137 кг | 165 кг | 302 кг          | 2     |
| 2008 | Международные студенческие игры | Комотини         | до 69 кг          | 141 кг | 171 кг | 312 кг          | 2     |
| 2009 | Чемпионат Европы                | Бухарест         | до 69 кг          | 151 кг | 185 кг | 336 кг          | 1     |
| 2009 | Молодёжный чемпионат мира       | Бухарест         | до 69 кг          | 152 кг | —      | —               | DNF   |
| 2009 | Чемпионат мира                  | Коян             | до 69 кг          | 154 кг | 180 кг | 334 кг          | 2     |
| 2011 | Чемпионат мира                  | Париж            | до 77 кг          | 155 кг | 183 кг | 338 кг          | 10    |
| 2012 | Олимпийские игры                | Лондон           | до 69 кг          | 148 кг | —      | —               | DNF   |
| 2014 | Чемпионат Европы                | Тель-Авив        | до 77 кг          | 147 кг | 175 кг | 322 кг          | 10    |
| 2016 | Чемпионат Европы                | Фёрде            | до 85 кг          | 151 кг | 181 кг | 332 кг          | 13    |
| 2016 | Летние Олимпийские игры         | Рио-де-Жанейро   | до 85 кг          | 158 кг | —      | —               | DNF   |